# Oqaasileriffik
Das Oqaasileriffik ist die Sprachbehörde Grönlands, die sich mit der grönländischen Sprache befasst.
Der Name der Behörde bedeutet übersetzt „Wo man sich mit Wörtern beschäftigt“. Das Oqaasileriffik untersteht dem Ministerium für Bildung, Kultur, Forschung und Kirche im Naalakkersuisut.
Es wurde 1998 gegründet, anfangs mit nur einem Mitarbeiter, 1999 mit drei und 2004 mit sechs inkl. studentischer Hilfskräfte. Später wurde der Mitarbeiterstab weiter vergrößert.
Teil des Oqaasileriffiks ist Oqaasiliortut („Die die Wörter machen“), der grönländische Sprachrat. Er ist zuständig für das Sammeln, Registrieren und Akzeptieren neuer Wörter des Grönländischen. Zudem dient er als Kontaktorgan für alles Sprachbezogene. Er legt die orthografischen Regeln des Grönländischen fest und gibt Anweisungen zum Gebrauch von neuen und Fremdwörtern. Es besteht zudem eine enge Zusammenarbeit mit Sprachräten in Skandinavien, Kanada, Alaska und Russland. Teil des Oqaasiliortuts ist zudem das Komitee für Personennamen, das bis 2016 eigenständig war.
Ein weiteres Organ des Oqaasileriffiks ist das Ortsnamenkomitee. Es ist zuständig für die Akzeptanz eingereichter Vorschläge für die Benennung von Inseln, Bergen etc.
Die technische Datenbank des Oqaasileriffiks, das Oqaaserpassualeriffik („Wo man sich mit einer großen Menge Wörter beschäftigt“) enthält ein Text-zu-Sprache-Programm (Martha), einen Wortgenerator zum Bau von Wörtern in der polysynthetischen Sprache, ein Programm, das Wörter aus der von Samuel Kleinschmidt geschaffenen Rechtschreibung in die 1973 reformierte umschreibt, und ein Programm, das die Aussprache der Wörter im Internationalen Phonetischen Alphabet wiedergibt. Zudem bietet das Oqaasileriffik digitalisierte Versionen zahlreicher Wörterbücher an.
Lange wurde das Oqaasileriffik von Carl Christian Olsen geleitet, später von Katti Frederiksen.